# Zwartkeelnachtegaal
De zwartkeelnachtegaal (Calliope obscura synoniem Luscinia obscura) is een zangvogel uit de familie der Muscicapidae (vliegenvangers). Het is een vogel van dicht bamboebos.

## Herkenning
De vogel is 12,5 tot 14,5 cm lang. Het mannetjes is leikleurig blauwgrijs van boven. De bovenste vleugeldekveren zijn zwart net als de staart. Het bovenste deel van de staartpennen is wit. De kop en borst zijn zwart en daaronder is de vogel wit, waarbij de buik geelachtig wit is. De snavel is zwart en de poten grauwroze gekleurd. Het vrouwtje is grijsbruin van boven en van onder onbestemd grijs, vaag roodbruin en vuilwit.

## Verspreiding en leefgebied
De vogel werd in 1891 ontdekt, maar er zijn daarna betrekkelijk weinig waarnemingen gedaan. De vogel is in 2011 aangetroffen in de Qinling Shan, een gebergte in de provincie Shaanxi in dichte begroeiing van dwergbamboe omringd door half open gemengd bos op 2100 tot 2500 m boven de zeespiegel en in de Min Shan, een gebergte in de provincie Gansu, op nog hoger gelegen ruigten van bamboe (3050 - 3350 m) in Noord- en Midden-China.

## Status
De in 2011 ontdekte broedgebieden in natuurgebieden zijn waarschijnlijk redelijk beschermd tegen aantasting. Waarschijnlijk is de vogel sinds de jaren 1960 in populatie-aantallen sterk achteruitgegaan door versnippering van het leefgebied door ontbossing en de omzetting van half open gemengd bos in gebieden in agrarisch gebruik. De totale populatie wordt geschat op hoogstens 10.000 volwassen vogels. Om deze redenen staat de zwartkeelnachtegaal als kwetsbaar op de Rode Lijst van de IUCN.